# Santuario de la Fontcalda
El santuario de Nuestra Señora de la Fontcalda es un edificio ubicado en el municipio español de Gandesa, en la provincia de Tarragona.

## Descripción
Se encuentra en el término municipal de Gandesa, perteneciente a la provincia de Tarragona, en Cataluña. Está ubicado en la sierra de Pàndols. Fue construido en el siglo XVIII, en concreto las obras habrían comenzado el 26 de agosto de 1753, si bien se conserva una capilla anterior que data del siglo XVI. El lugar, por el que discurre el río de la Canaleta, cuenta con tradición balnearia. El santuario está protegido como bien cultural de interés local.